# Corporación de Aluminio de China
La Corporación de Aluminio de China (Chalco o Chinalco, del nombre en inglés Aluminum Corporation of China Limited) es el único productor de alúmina y el mayor productor de aluminio primario de la República Popular China. Chalco pertenece al índice SSE 50. Es el segundo productor mundial de alúmina y el tercer productor de aluminio primario.
Chinalco está principalmente dirigida a la extracción de alúmina, electrólisis de aluminio virgen, y procesamiento y producción de aluminio.
Chinalco opera en tres segmentos de negocio: segmento del óxido de aluminio (alúmina), producción y venta de alúmina, hidróxido de aluminio y galio; segmento de aluminio virgen, proporcionando aluminio virgen, productos con elementos de carbono y aleaciones de aluminio; y el segmento de procesamiento de aluminio, ofreciendo productos de fundición, productos planos, láminas, alisados, productos de forja, productos en polvo y productos de fundición a presión. Los productos de Chinalco de galio incluyen galio metálico y óxido de galio. Chinalco también proporciona lingotes fundidos de aluminio.
Los productos de Chinalco son de aplicación a la construcción, electricidad, paquetería, transporte, bienes de consumo perecederos, tableros de materiales duros, cables y alambres, cerámica, materiales refractarios, ropa, petroquímicos, y para la industria aeroespacial.

## Historia
Aluminum Corporation of China (CHINALCO) es un holding estatal fundado en 2001 para ser el productor de aluminio primario de la República Popular de China. Es la compañía matriz de Aluminum Corporation of China Limited (CHALCO) que cotiza en las bolsas de Nueva York, Hong Kong y Shanghái.
Con efecto a partir del 10 de junio de 2008, Chalco fue añadida al Hang Seng Index Constituent Stock, un mercado de compañías consolidadas (blue chip).
Chinalco está invirtiendo $3.000 millones para comenzar operaciones de minería a cielo abierto, en el plazo de tres a cuatro años, en el distrito de Morococha, Perú. La compañía prevé extraer cobre del monte Toromocho.
Chinalco mantiene una participación del 9% en la compañía australiana Rio Tinto. Rio Tinto controla importantes reservas de hierro en Australia. El 5 de junio, Rio Tino rompió el trató para aumentar la participación en la empresa por parte de Chinalco, con el apoyo de su rival australiana BHP Billiton. Se espera que Rio Tinto pague una compensación de US$195 millones a Chinalco para deshacer el acuerdo signado previamente entre las dos partes.